# 佩里格站
佩里格站是法国的一个铁路车站，位于法国西南部城市，多尔多涅省的省会佩里格。

## 位置
佩里格站位于佩里格市区的西部，是一个区域性的铁路枢纽，也是里昂－波尔多干线走廊上的重要一站，利摩日－佩里格铁路和库特拉－蒂勒铁路在此交汇。车站大致呈东南-西北走向，开口朝东北。车站东侧有一处人行天桥可连接车站西南侧。

## 站台设置
| 西↑ |             |        |
|     |             | 存车线 |
| E道 |             |        |
|     | 岛式        |        |
| D道 |             |        |
| C道 |             |        |
|     | 岛式        |        |
| B道 |             |        |
| A道 |             |        |
|     | 侧式 主站房 |        |
| 东↓ |             |        |

## 停靠线路
以下列车线路在佩里格站停靠：
| 佩里格站列车线路表   |      |                   |                        |              |
| 线路                 | 车种 | 上一站            | 下一站                 | 大致运行频率 |
| 于塞勒/蒂勒—波尔多   | TER  | 尼韦尔萨克        | 圣阿斯捷/米西当/波尔多 | 每周2趟左右  |
| 蒙吕松—波尔多        | TER  | 蒂维耶            | 米西当                 | 每天1趟      |
| 利摩日—佩里格/波尔多 | TER  | 蒂维耶/莱韦克堡   | 圣阿斯捷               | 每天6趟左右  |
| 布里夫—佩里格/波尔多 | TER  | 尼韦尔萨克        | （终点）/圣阿斯捷      | 每天7趟左右  |
| 佩里格—波尔多        | TER  | （起点）          | 圣阿斯铁               | 每天8趟左右  |
| 佩里格—米西当        | TER  | （起点）          | 拉扎克                 | 每天2趟左右  |
| 佩里格—勒比松        | TER  | （起点）          | 尼韦尔萨克             | 每天2趟左右  |
| 利摩日/佩里格—阿让   | TER  | 莱韦克堡/（起点） | 尼韦尔萨克             | 每天3趟左右  |
| 佩里格—萨拉          | TER  | （起点）          | 尼韦尔萨克             | 每天3趟左右  |
| 1. 2.                |      |                   |                        |              |

## 配套交通

### 长途客车
佩里格站对应的大巴车上下车地点位于车站前方的广场上。
| 停靠佩里格的大巴车 |                                  | |
| 上下车地点         | 运营单位                         | 主要目的地 |
| 佩里格站门口       | 多尔多涅省城际客运 Transpérigord | .1. 拉罗什博库尔和阿让蒂讷 · 昂古莱姆（市区、火车站） .1A. 佩里戈尔地区布朗托姆 · 佩里戈尔地区马勒伊（旧马勒伊、马勒伊） .1B. 佩里戈尔地区布朗托姆 · 圣马夏尔德瓦莱特 · 农特龙 .2. 芒西尼亚克 · 托卡讷圣阿普尔 · 德罗讷河畔圣梅阿尔 · 里贝拉克 .3. 韦尔 · 富莱 · 拉蒙济蒙塔斯特吕克 · 朗布拉 · 贝尔热拉克 .7. 福瑟马涅 · 特农 · 蒙蒂尼亚克 · 马西亚克-圣康坦 · 萨拉拉卡内达 .8A. 拉杜兹 · 拉克罗普特 · 鲁菲尼亚克-圣塞尔南德雷亚克 · 蒙蒂尼亚克 .9. 巴西亚克和欧布罗什 · 屈布雅克-欧韦泽尔-瓦勒当斯 · 图尔图瓦拉克 · 欧特福尔 .10. 萨维尼亚克-莱塞格利斯 · 库洛尔 · 圣马夏尔-达尔巴雷德 · 埃克西德伊 昂古莱姆、贝尔热拉克、里贝拉克、埃克西德伊、农特龙、萨拉拉卡内达 |
| 佩里格站门口       | SNCF                             | （当某条铁路线施工或罢工时，SNCF可能会提供途径该线路沿途站点的大巴车） |
| 1. 2. 3.           |                                  | |

### 城市公共交通
| 佩里格站附近的公交线路 |                                | |
| 公交车站名称           | 位置                           | 停靠线路 |
| （火车站）             | 佩里格站门口                   | .A. 佩里格-中心医院 ↔ 伊勒河畔马尔萨克-马尔萨克工业区 .B. 佩里格-火车站 ↔ 布拉扎克-伊勒-马努瓦尔-商业中心 e1 尚瑟维内勒-阿卡角综合停车场 ↔ 伊勒河畔马尔萨克-马尔萨克工业区 e3 佩里格-火车站 ↔ 特雷利萨克-沙里耶拉综合停车场 e5 佩里格-火车站 ↔ 布拉扎克-伊勒-马努瓦尔-培训中心 e6 佩里格-火车站 ↔ 库卢尼埃-沙米耶-莱克鲁绍 |
| （朱安元帅）           | 佩里格站以南200米 朱安元帅大道 | .C. 尚瑟维内勒-阿卡角综合停车场 ↔ 伊勒河畔马尔萨克-马尔萨克工业区 K4 佩里格-图尔尼 ↔ 库卢尼埃-沙米耶-农业职中/城关 |
| 1.                     |                                | |

## 临近车站
| 佩里格站（Gare de Périgueux）  |                    |                     |
| 上行车站                       | 线路               | 下行车站            |
| 莱韦克堡站 8.1km ←             | 利摩日－佩里格铁路 | （终点）            |
| 马尔萨克站 4.4km ←             | 库特拉－蒂勒铁路   | 尼韦尔萨克站 → 11km |
| - 本表仅显示运营中的线路及车站 |                    |                     |